# Fernando da Silva Lembo
Fernando da Silva Lembo (Rio de Janeiro, 5 de julho de 1952 - Rio de Janeiro, 1 de julho de 1968) foi um comerciáriomilitante político que morreu no Hospital Souza Aguiar, no Rio de Janeiro, para onde foi levado depois de ser atingido na cabeça por um disparo de arma de fogo de um integrante da Polícia Militar, no dia 21 de junho de 1968, em uma manifestação pública que fazia parte de um movimento contra a violência e a repressão das forças armadas aplicadas nas semanas anteriores, a chamada sexta-feira sangrenta.

## Biografia
Fernando da Silva Lembo nasceu no dia 5 de julho de 1952, na cidade do Rio de Janeiro, no estado do Rio de Janeiro, no Brasil. Filho de Aristotelina da Silva e Hércules Lembo, ele, ainda antes de completar a maioridade, participou de manifestações contra a Ditadura Militar Brasileira, na ocasião de sua morte comandada pelo então presidente Artur da Costa e Silva, meses antes da implementação do Ato Institucional - 5. Fernando da Silva Lembo tinha 15 anos quando foi atingido pelo disparo policial que levaria à sua morte dias depois. Ele trabalhava como comerciário na cidade do Rio de Janeiro quando foi morto.

## Circunstâncias de morte
A semana que teve início na segunda-feira do dia 17 de junho de 1968 foi marcada por uma série de protestos no Rio de Janeiro. Neste dia, houve manifestações de secundaristas em frente ao Colégio Andrade Maurois, no Leblon.  Na quarta-feira, dia 19, houve enfrentamentos entre estudantes e a Polícia Militar no Palácio Capanema, então sede do Ministério da Educação e Cultura. Na data, um dos principais líderes do movimento estudantil, Jean-Marc von der Weid, e outros estudantes foram preso pelas forças policiais. Na quinta-feira, dia 20, alunos obrigaram o Conselho Universitário da UFRJ do Campus da Praia Vermelha, a debater a situação do ensino superior e mais de 300 estudantes foram presos no Campus do Botafogo. Lá, eles sofreram espancamentos e humilhações.
O quadro foi mais grave na sexta-feira, dia 21, data que ficou conhecida com "sexta-feira sangrenta". Os confrontos da ocasião se estenderam por todo o dia, no centro do Rio de Janeiro, e acabaram só no início da noite. O objetivo dos manifestantes era denunciar a violência policial em protestos ocorridos em semanas anteriores. Não existem informações precisas sobre o número de mortos, feridos e presos.
Nesse contexto, Fernando da Silva Lembo foi atingido na cabeça por um disparo que partiu da arma de um policial militar. Ele foi levado ao Hospital Souza Aguiar, na Praça da República, no Centro do Rio de Janeiro. Lá, ele permaneceu em coma até o dia 1 de julho de 1968 quando faleceu. Os restos mortais de Fernando da Silva Lembo foram enterrados no cemitério de Maruí, em Niterói, no estado do Rio de Janeiro.

## Investigação
No dia 7 de outubro de 2004, a Comissão Especial sobre Mortos e Desaparecidos Políticos (CEMDP) concluiu que o Estado brasileiro foi responsável pela morte de Fernando da Silva Lembo. O nome dele já constava no Dossiê Ditadura: mortos e desaparecidos políticos no Brasil (1964-1985), que foi organizado pela Comissão de Familiares Mortos e Desaparecidos Políticos.
A Investigação da Comissão da Verdade concluiu que o projétil atingiu Fernando na região temporal e causou uma ferida penetrante no crânio com destruição penetrante do cérebro, que, de fato, causou a sua morte. O crime foi atribuído à Polícia Militar do Estado da Guanabara e o então governador, Francisco Negrão de Lima, o secretário de Segurança Pública, general Luis de França Oliveira, e o comandante da polícia, general Osvaldo Ferraro, foram citados como responsáveis pelo relatório.
Para a Comissão Nacional da Verdade, Fernando da Silva Lembo morreu em decorrência de ação aplicada por agentes do Estado brasileiro situadas em um cenário de reiteradas violações dos direitos humanos encabeçadas pela ditadura militar.

## Homenagens
Fernando da Silva Lembo foi citado em discurso do deputado Amauri Teixeira, do PT da Bahia, em Plenário, no dia 27 de março de 2014,  em uma sessão solene que prestou "Homenagem a homens e mulheres assassinados e desaparecidos na luta contra a ditadura militar, ao ensejo do transcurso dos 50 anos do golpe no País. Defesa da desmilitarização da Polícia Militar e da extinção dos autos de resistência."
"Doa a quem doer, incomode a quem incomodar, nós estamos aqui para lembrar a perversidade, a brutalidade e a irracionalidade da ditadura militar deste País. Hoje, todos eles estão aqui para evitar qualquer onda conservadora que tente assombrar as memórias e as lembranças de quem lutou por um País livre e democrático..
Eu estou aqui para lembrar cada um desses companheiros assassinados pelo Governo militar. Eu estou aqui e vou anunciar cada um desses nomes, porque eu só estou aqui por causa deles."